# Coálgebra
Em matemática, coálgebras são estruturas que são duais às álgebras associativas unitais. Os axiomas das álgebras associativas unitais podem ser formulados em termos de diagramas comutativos. Invertendo a direção de todas as setas se obtém os axiomas para as coálgebras.

## Definição formal
Formalmente, uma coálgebra sobre um corpo K é um K-espaço vetorial C juntamente com as K-transformação lineares {\displaystyle \Delta :C\to C\otimes _{K}C} e {\displaystyle \epsilon :C\to K} tais que
1. {\displaystyle (\mathrm {id} _{C}\otimes \Delta )\circ \Delta =(\Delta \otimes \mathrm {id} _{C})\circ \Delta }
2. {\displaystyle (\mathrm {id} _{C}\otimes \epsilon )\circ \Delta =\mathrm {id} _{C}=(\epsilon \otimes \mathrm {id} _{C})\circ \Delta }.

(Aqui{\displaystyle \otimes } e {\displaystyle \otimes _{K}} referem-se ao produto tensorial sobre K.)